# Jordi Grimau i Gragera
Jordi Grimau Gragera nascut el 17 de juliol de 1983 a Barcelona, és un jugador de bàsquet català que ocupa la posició d'escorta. És germà de l'exjugador del FC Barcelona Roger Grimau i del també jugador de bàsquet Sergi Grimau. Actualment juga al Bàsquet Sant Antoni d'Eivissa.

## Palmarès

### TAU Cerámica
- 1 Copa del Rei (2006)

### F.C.Barcelona (categories inferiors)
- 1 Campionat de Lliga categoria infantil (1996-1997)
- 1 Campionat de Lliga categoria cadet (1997-1998)
- 1 Campionat de Lliga categoria junior (2001-2002)